# El Milà
El Milà är en kommun i Spanien.   Den ligger i provinsen Província de Tarragona och regionen Katalonien, i den östra delen av landet, 400 km öster om huvudstaden Madrid. Antalet invånare är 174. Arean är 4,0 kvadratkilometer. El Milà gränsar till Valls, La Masó och Alcover. 
Terrängen i El Milà är platt.